# Metamodelado
Metamodelado, o meta-modelado, en Ingeniería de software, Ingeniería de sistemas y otras disciplinas, es el análisis, construcción y desarrollo de esquemas, reglas, restricciones, modelos y teorías aplicables y útiles para el modelado de clases predefinidas de problemas. 
- Datos: Q1925081
- Multimedia: Metamodeling / Q1925081